# Arisaka
Arisaka-riflen (有坂銃 Arisaka-jū) er en serie af japanske rifler, brugt af det japanske kejserrige fra omkring 1897, da den erstattede Murata-riflen, frem til slutningen af Anden verdenskrig i 1945. Mange eksemplarer af våbnet blev transporteret til USA af amerikanske soldater, der brugte dem som trofæer.

## Historie
Arisaka-riflen blev designet af Oberst Arisaka Nariakira (有坂 成章; 1852–1915), der senere blev forfremmet til Generalløjtnant, og fik titlen Baron af Meiji-kejseren i 1907. I forbindelse med flere af Japans krige blev flere forskellige varianter produceret, blandt andet med formålet at overgå fra 6.5mm Type 38 patron til den større 7.7mm Type 99 patron. Der blev også introduceret en version til faldskærmssoldater, som kunne skilles ad i to dele og derfor bedre egnet til luftbårne operationer. Arisaka-riflen havde som standardtilbehør Type 30 bajonetten (三十年式銃剣 sanjunen-shiki juken) som forblev næsten uændret gennem hele riflens produktionsperiode.
Arisaka-riflen tjente som standard infanteri-våben i den den kejserlige japanske hær og den kejserlige japanske flåde. Forud for Anden verdenskrig blev den brugt af den britiske Royal Navy, og af den russiske hær i Finland og Albanien. De tjekkiske legioner der kæmpede under den russiske revolution, var næsten udelukkende bevæbnede med Arisaka-riflen. Mange af Japans nabolande anvendte også Arisaka-riflen grundet Japans blomstrende våbenindustri, både før, under og efter Anden verdenskrig, blandt andet Kina, Thailand og Cambodja. Efter Japans overgivelse i sommeren 1945, stoppede al fremstilling af rifler og ammunition som et led i den planlagte Japanske nedrustning. Da riflen derfor ikke længere var i produktion blev Arisaka-mærket efter relativt få år til et samleobjekt, især de rifler der endnu havde den Kejserlige families krysantemum-symbol intakt på trods af ordre om at disse skulle afslibes for derved at udgå vanære af symbolet. Eftersom hovedparten af det japanske ammunitions-arsenal blev smidt i Tokyo havn efter overgivelsen, blev ægte ammunition til Arisaka-riflen en sjældenhed i Asien. Dog blev der i en årrække produceret mere 6.5×50mmSR Arisaka-ammunition i Kina, til brug i rifler overtaget af den Kinesiske hær. 
Den betydelige mængde af Arisaka-rifler der blev bragt til de Forenede Stater som krigstrofæer, førte til at riflen i en årrække var det mest udbredte skydevåben i USA fremstillet udenfor landets grænser. Da 6.5mm ammunition ikke var let tilgængelig i Amerika blev andre kalibre ofte tilpasset af våben-hobbyister, hvilket øgede våbnets chancer for at gå itu betydeligt. Dette medførte i efterkrigsårene at Arisaka-riflen pådrog sig et ufortjent ry for at være farlig at betjene.   

## Modeller

### Type 30
Første riffel i Arisaka-serien var Type 30. 554.000 eksemplarer skabt.

### Type 30 karabin
Karabinvariant af Type 30. 45.000 eksemplarer skabt.

### Type 30 bajonet
Skabt og produceret samtidig med Type 30. 8.400.000 eksemplarer skabt.

### Type 38
Udviklet af Major Nambu Kijirō. Type 38 er en af de mest producerede modeller. Den blev designet i 1907 og samtidigt produceret indtil 1942, hvorimellem 3.400.000 eksemplarer blev skabt.

## Brugere
- Kejserriget Japan
- Kina
- Cambodja
- Indonesien
- Malaysia
- Rusland
- Taiwan
- Thailand
- Storbritannien
- Estland